# Luigi Carpi

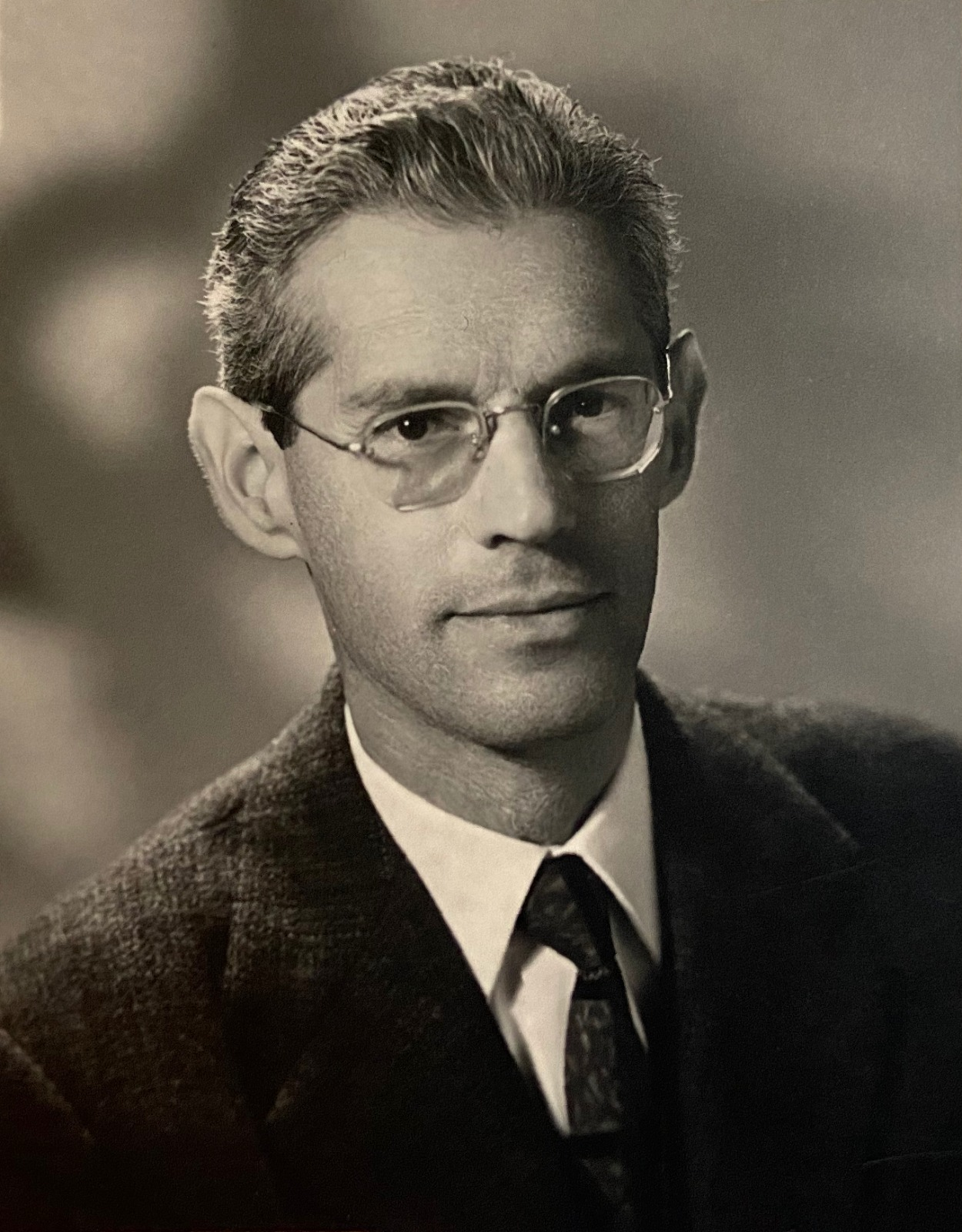
Luigi Carpi

Luigi Carpi (Parma, 28 luglio 1915 – Parma, 30 gennaio 2004) è stato un pittore e scenografo italiano.

## Biografia
Luigi Carpi nacque a Parma il 28 luglio 1915, da Emerenzio Carpi ed Elvira Pizzorni. Frequentò l’Istituto d’Arte di Parma “Paolo Toschi”, avendo come maestri, tra gli altri, i professori Enrico Bonaretti, Paolo Baratta, e Aldo Raimondi. Quest'ultimo lo fece appassionare alla tecnica della pittura ad acquerelli. Dopo essersi diplomato in scenografia, frequenta l’Accademia di Brera a Milano. Chiamato alle armi, fu costretto ad abbandonare l’accademia e a prestare servizio in Calabria, nella località di San Giovanni.In questo periodo partecipa anche a un concorso per la creazione del manifesto della fabbrica d’armi del Regio Esercito, vincendolo.
Finita la guerra, divenne consigliere del 1° Sindacato Artistico, e consigliere della fondazione dell’UCAI di Parma, insieme al mons. Marocchi, Milli e altri, carica che terrà fino al 1992. Per far fronte alla crisi del settore dell’arte nel dopoguerra, Carpi decise di trovare una sistemazione alternativa, lavorando in banca, ma continuando comunque a dipingere e a partecipare a mostre collettive, ottenendo apprezzamenti e lusinghieri successi di critica.
Ma è a partire dal 1960 che Carpi si dedicò completamente alla pittura, sia dipingendo quadri a olio sia usando la tecnica dell’acquerello, appresa dall’illustre prof. Aldo Raimondi. Ed è proprio a questo periodo che appartiene la sua maggiore produzione artistica, partecipò infatti a molte mostre, sia personali sia collettive, ottenendo sempre numerosi consensi.
Dall'animo riservato e introverso, condusse una vita al di fuori dei riflettori, preferendo allestire mostre locali e insegnando la tecnica dell'acquerello a un numero riservato di amici e conoscenti.
Nel 1975, su invito dell’allora sindaco di Traversetolo Agresti, ha collaborato ad allestire e ordinare il nascente Museo Renato Brozzi e varie altre mostre di Brozzi sia a Traversetolo sia al Vittoriale a Gardone Riviera.
Luigi Carpi continuò a dipingere e a diffondere la tecnica dell'acquerello fino alla sua scomparsa, avvenuta il 30 gennaio 2004.

## Produzione artistica
Artista introspettivo e attento, Luigi Carpi ha una modestia innata, che si riflette nel suo gusto pittorico che, e non potrebbe essere altrimenti, appare semplice, sempre puntuale ed esatto, dal disegno ordinato e preciso. Forma, luce e colore sono i capisaldi della sua espressione artistica. La si coglie subito davanti ai suoi quadri, la cui costruzione è sempre dosata e armonica.
È possibile trovare un filo conduttore nei soggetti delle sue opere, essi infatti sono per lo più attinenti ai luoghi e alle piccole cose di una vita serena di ogni giorno. Bene scaturiscono dal suo pennello i verdi delle piante, le policromie dei fiori, le dolci facciate delle case di campagna, le composite nature morte, i romantici sentieri fra i boschi e le panchine che attendono sera per essere occupate. 
La sua pittura è fresca, accurata: il caldo cromatismo, l'attento studio della luce, la perfetta resa dell'atmosfera e il senso di serena poesia caratterizzano in maniera inconfondibile la sua produzione artistica.

## Mostre
Nel corso della sua vita, Luigi Carpi partecipò numerose mostre sia personali sia collettive, soprattutto a livello locale:
- 1934 "Littoriali", Napoli.
- 1935 "Littoriali", Venezia.
- 1939 Mostra di bozzetti scenografici, Milano.
- 1965 Mostra d'arte figurativa, Teatro Magnani, Fidenza.
- 1966 Mostra d'arte figurativa, Teatro Magnani, Fidenza.
- 1976 Galleria Sant'Andrea, Parma.
- 1977 Bottega d'arte Anselmo della Carolina, Traversetolo.
- 1981 Galleria Sant'Andrea, Parma.
- 1982 Mostra "Arte e sport", Parma.
- 1986 Mostra "Vigatto e la sua gente", Vigatto.
- 1992 Galleria "Arte e vita", Traversetolo.
- 1996 "Pittori Italiani della seconda metà del '900", Parma.
- 1996 "Pittori parmigiani del primo dopoguerra", Parma.
- 1997 Mostra "D'arte Sacra", Parma.
- 2001 "Orti e fiori nella pittura parmigiana tra '800 e '900", Parma.
- 2015 "Memoria è futuro. Otto pittori parmigiani del secondo novecento", Parma.[4]
- 2023 "Preziosità e Poesia della Pittura", Firenze.[5]

## Riconoscimenti
- 1935 Primo premio per manifesto "Industria Bellica di guerra-Gardone".[2]
- 1953 Premio "Rocca S. Vitale".[2]
- 1975 Premio "Torazzo".
- 1980 Premio "Boschi di Carrega".